# 動態資料交換
動態資料交換（Dynamic Data Exchange，简称 DDE），是一種在Microsoft Windows或OS/2作業系統中運作行程間通訊的技術。最早于1987年推出的Windows 2.0使用，它可以用来协调操作系统的应用程序之间的数据交换及命令调用，有点类似于SUN公司的远程过程调用（Remote Procedure Call，RPC）。DDE主要传递的數據流通常是不需要用户经常干涉的，它所提供的是一种更集成的工作环境。DDE可以允许Windows应用程序共享数据，例如，Microsoft Excel（电子表格）中的单元格在另一个挂载的应用程序中的数值发生改变时，Excel会自动做出更新。

## NetDDE
```
/Windows/SYSTEM32

DDESHARE
.EXE 
(DDE Share Manager)

NDDEAPIR
.EXE 
(NDDEAPI Server Side)

NDDENB32
.DLL 
(Network DDE NetBIOS Interface)

NETDDE
.EXE 
(Network DDE - DDE Communication)
```

## 外部連接
- MSDN: About Dynamic Data Exchange (DDE) （页面存档备份，存于）
- NetDDE （页面存档备份，存于）
- Clojure Bindings for DDE, for use in Clojure or Java Applications （页面存档备份，存于）
- 空白Word暗藏木馬-iThome （页面存档备份，存于）